# Johannes Müller (Politiker, 1865)
Johannes Müller (* 7. Februar 1865 in Elsenz; † 26. Dezember 1946 ebenda) war ein deutscher Politiker. Der Landwirt war von 1904 bis 1933 Bürgermeister in Elsenz. Er gehörte von 1913 bis 1918 der zweiten Kammer der Badischen Ständeversammlung an.

## Leben
Er war der Sohn eines Landwirts in Elsenz, wurde evangelisch getauft und besuchte die Volksschule seines Heimatortes, wo er danach selbstständiger Landwirt war. Er gehörte zahlreichen örtlichen Vereinen an und wurde 1904 zum Bürgermeister von Elsenz gewählt. Von 1913 bis 1918 gehörte er als Abgeordneter des 66. Wahlbezirks (Amtsbezirk Eppingen und Teile der Amtsbezirke Wiesloch und Sinsheim) der zweiten badischen Kammer an, wo er zur Fraktion der Rechtsstehenden Vereinigung zählte und stellvertretender Vorsitzender der Kommission für Geschäftsordnung, Archivariat und Bibliothek war. Aus dem Bürgermeisteramt schied er 1933 im 68. Lebensjahr aus.